# 노이브란덴부르크

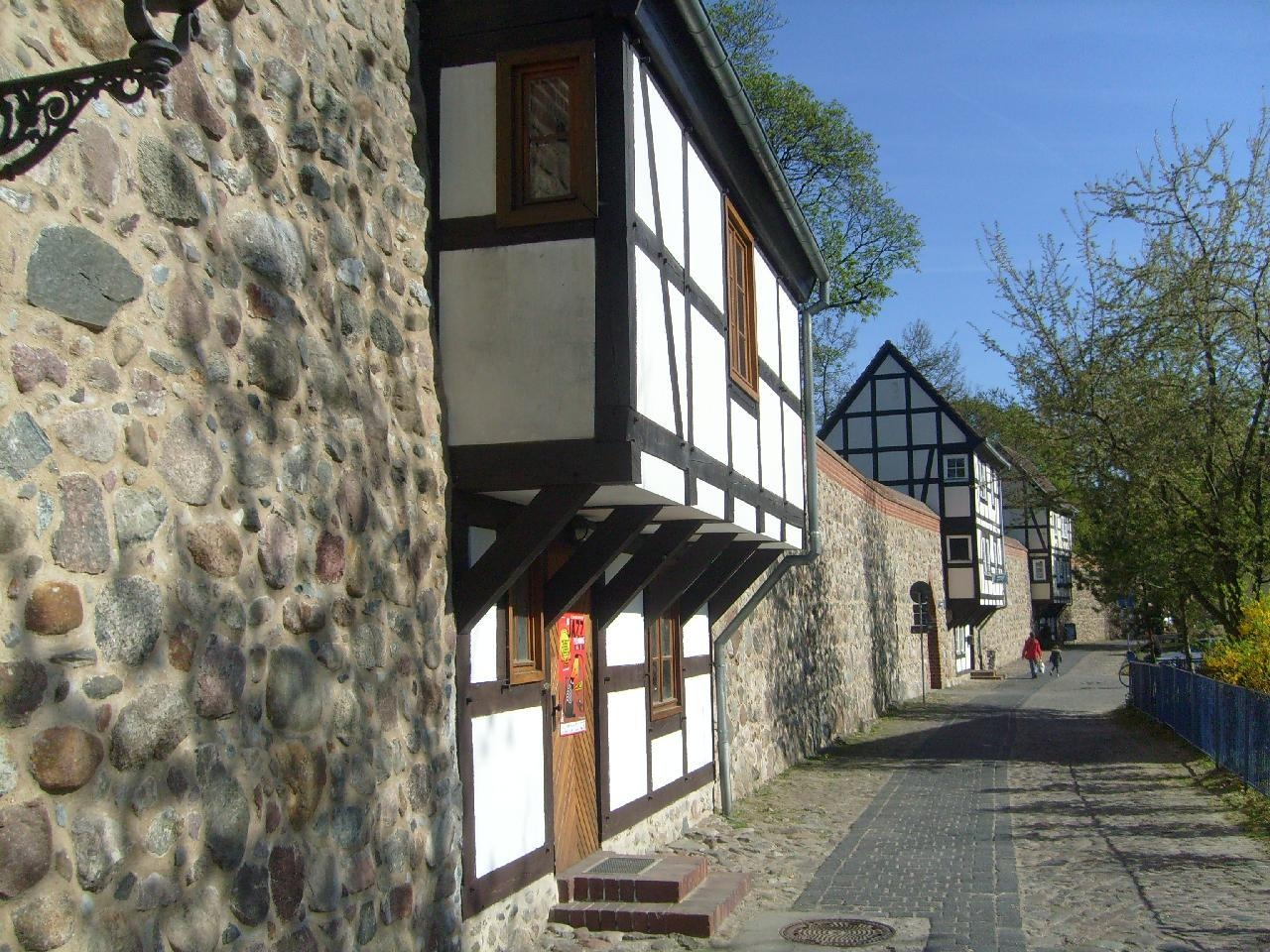

노이브란덴부르크(독일어: Neubrandenburg)는 독일 북부 메클렌부르크포어포메른주에 있는 도시이다. 인구 65,137명(2009년).
노이브란덴부르크 주 남부, 톨렌제 호 연안에 위치한다. 1240년 수도원이 들어섰고, 1248년 브란덴부르크 영주의 북쪽 경계지점의 요새로 건설하였다. 그러나 1292년 이 지역은 메클렌부르크에 귀속되었다. 이후 각지로 통하는 교역 중심지로 번영하였다가 17세기 30년 전쟁으로 다소 쇠퇴하였다. 이후 메클렌부르크슈트렐리츠에 속해 있었다. 제2차 세계대전 후 설정된 메클렌부르크포어포메른 주에 속했다가 1952년 동독 정부는 메클렌부르크포어포메른 주를 해체하고 이 도시를 중심으로 노이브란덴부르크 구를 설치하였다. 1990년 통일로 메클렌부르크포어포메른 주가 부활하여 현재에 이른다. 중세 시대 고딕 양식의 건물은 전쟁으로 대부분 파괴되었으나, 일부 건물은 보존되어 있다. 특히 4개의 성문이 도시를 둘러싸고 있어 4대문의 도시(Stadt der Vier Tore)라는 별칭이 있다.